# Zeros
Zeros é o segundo álbum de estúdio do cantor, compositor e músico inglês Declan McKenna. Foi lançado em 4 de setembro de 2020 pela Columbia Records após vários atrasos. O álbum inclui os singles "Beautiful Faces", "The Key to Life on Earth", "Daniel, You're Still a Child" e "Be an Astronaut". O álbum foi lançado com sucesso comercial e aclamação mundial da crítica, que elogiou suas composições, produção e abordagem contemporânea do estilo rock das décadas de 1960 e 1970.

## Antecedentes
Em janeiro de 2020, McKenna anunciou que seu novo álbum seria lançado em 15 de maio de 2020. Em uma entrevista ao DIY (quando questionado sobre como será o som do álbum), ele disse: "tenho ouvido muito do velho Dylan discos, essas gravações realmente cruas, e realmente apreciando essa energia. Eu só queria entrar em uma sala com um grupo de músicos e não acertar muito. O som para mim se desenvolveu dessa forma. Há muitas referências dos anos 70, muitos Waterboys e Crosby, Stills e Nash, mas ainda parece moderno para mim. Definitivamente parece uma progressão natural do primeiro." Em março de 2020, ele anunciou que estava atrasando o lançamento do álbum devido à pandemia de COVID-19 e que agora seria lançado em 21 de agosto. McKenna disse em suas redes sociais: "esta não é uma decisão que tomo levianamente — gravei este álbum em agosto do ano passado, e ter levado um ano inteiro para sair para o mundo é muito chocante para mim, mas nestes tempos são excepcionais e há muito pouco espaço para fazer isso acontecer da maneira que eu quero dentro deles." Em agosto de 2020, McKenna anunciou que adiaria ainda mais o lançamento do álbum para 4 de setembro de 2020.

## Desempenho comercial
Apesar de adiar o lançamento do álbum para uma semana menos competitiva e de uma campanha pública de McKenna nas redes sociais para levar o álbum ao primeiro lugar, o álbum estreou na segunda posição nas paradas de álbuns do Reino Unido e da Escócia, 800 vendas por trás da reedição do álbum Goats Head Soup dos Rolling Stones de 1973. Isso marcou o primeiro top 10 de McKenna em ambas as paradas. Em sua segunda semana nas paradas do Reino Unido, caiu para a posição 40. Também alcançou o top 10 na Irlanda, abrindo no 9º lugar como a estreia mais alta daquela semana, antes de cair do top 50 na semana seguinte.

## Faixas
| N.º            | Título                         | Compositor(es)        | Duração |  |
| 1.             | "You Better Believe!!!"        | McKenna Jake Passmore | 4:53    |  |
| 2.             | "Be an Astronaut"              |                       | 4:35    |  |
| 3.             | "The Key to Life on Earth"     | McKenna Max Marlow    | 4:06    |  |
| 4.             | "Beautiful Faces"              | McKenna Marlow        | 3:16    |  |
| 5.             | "Daniel, You're Still a Child" | McKenna Marlow        | 3:58    |  |
| 6.             | "Emily"                        |                       | 4:12    |  |
| 7.             | "Twice Your Size"              | McKenna Marlow        | 3:19    |  |
| 8.             | "Rapture"                      |                       | 3:59    |  |
| 9.             | "Sagittarius A*"               |                       | 3:57    |  |
| 10.            | "Eventually, Darling"          |                       | 4:11    |  |
| Duração total: | Duração total:                 | Duração total:        | 40:26   |  |